# بیرن گلی
بیرن گلی (به انگلیسی: Beeran Gali) یک منطقهٔ مسکونی در پاکستان است که در ناحیه ابوت‌آباد واقع شده‌است. بیرن گلی ۱۲٬۳۲۹ نفر جمعیت دارد.